# Хроника пикирующего бомбардировщика (альбом)
«Хроника пикирующего бомбардировщика» — четырнадцатый студийный магнитоальбом советской группы «Коммунизм», записанный в 1990 году. Альбом был признан не только одним из лучших за всю историю проекта (в том числе и с точки зрения самих авторов), но и предтечей будущего психоделического проекта Летова «Егор и Опизденевшие».
Альбом включён в сводку «100 магнитоальбомов советского рока» Александра Кушнира. Переиздан на LP в 2011 году.

## Информация об альбоме

### История создания
Начиная с альбомов «Чудо-музыка» и «Народоведение», Летов и Рябинов (Кузя Уо) активно экспериментировали с нойзом и конкретной музыкой, создавая всё более и более экспериментальные альбомы, где зачастую музыканты использовали не собственные записи, а заимствованную музыку из разных пластинок, коих у Летова и Рябинова было достаточно. Так прошёл почти весь 1989 год: в то время, как Рябинов и Летов сочиняли песни для новых альбомов «Гражданской обороны», в «Коммунизме» они позволяли себе находить звуковую форму, заимствуя её из других музыкальных произведений, или же обходились даже без музыки. Ближе к концу 1989 года проект «Коммунизм» возвратился к своим «истокам», когда собственное творчество музыкантов и их художественные опусы на стихи и музыку других поэтов и композиторов совмещались в одном альбоме.
«Хроника пикирующего бомбардировщика» была записана в декабре 1989 года и сведена в январе 1990 года. Помимо Летова и Рябинова, в записи принимали участие Янка Дягилева, Анна Волкова («Нюрыч»), Игорь Жевтун, Сергей Зеленский, Аркадий Климкин, а также в альбом вошли раритетные записи с участием Дмитрия Селиванова и Евгения Лищенко, на момент выпуска альбома уже покойных.

### Звучание и жанр
Музыка последнего альбома резко отличалась от предыдущих альбомов «Коммунизма»: в «Хронике…» преобладал гитарный фолк с психоделическим уклоном. Особая роль в звучании была доверена Янке Дягилевой, сыгравшей и исполнившей песни «Белый свет» Танича, «Ничего не вижу» Фельцмана-Ошанина и народную «Сад зелёненький», а также песню собственного сочинения «Нюркина песня», что приблизило максимально звучание альбома к фолку. Возможно, по этой причине в первое издание альбома не вошли нойз-роковые композиции «Только бы не пёрнуть теперь» авторства Жевтуна и «Гавна-пирога» авторства Кузи Уо. В альбом вошла более мягкая, акустическая версия последней песни.

### Распространение
Как позже вспоминал Летов, данный альбом изначально он не распространял в народе «по различным соображениям». По мнению музыкального критика Александра Кушнира, Летов отказался от тиражирования альбома чтобы избежать очередных обвинений в суицидальной тематике и из-за разочарования в аудитории «Гражданской Обороны», которое было вызвано примитивной реакцией поклонников на песни.
Всё же альбом распространялся подпольно, вопреки усилиям Летова предотвратить это. Часто альбом распространялся в урезанном, неполном варианте, откуда было убрано несколько песен. Позже студия «ГрОб-рекордс» издала альбом на CD и виниловых пластинках, куда вошли все песни из первоначального издания, в том числе и «убранные» из магнитоальбома.

### Влияние и место в истории группы
Альбом считается лучшим за всю дискографию «Коммунизма» и знаковым в истории творчества Летова. Сам Летов называл данный альбом «окончанием целой эпохи» для группы, поскольку после выпуска магнитоальбома распалась «Гражданская оборона», Кузьма Рябинов переехал в Ленинград, трагически погибла Янка Дягилева. Летов нередко называл альбом «наивысшим достижением Коммунизма и Гражданской обороны», отмечая альбом как «переходное звено от старого звучания Посева/Гражданской обороны/Коммунизма к Егору и Опизденевшим и Гражданской обороне поздней формации».

## Список композиций
| №   | Название                                    | Текст песни         | Музыка                 | Длительность |
| --- | ------------------------------------------- | ------------------- | ---------------------- | ------------ |
| 1.  | «Туман»                                     | К.Рыжов             | А.Колкер               | 3:13         |
| 2.  | «Приключения медвежонка Ниды»               | -                   | Альгимантас Апанавичюс | 0:32         |
| 3.  | «The Birds Of Paradise»                     | Рольф Цуковски      | Петер Ребер            | 2:41         |
| 4.  | «Иваново детство»                           | Е.Летов             | Е.Летов                | 5:18         |
| 5.  | «Повесть о настоящем человеке»              | Б.Полевой           | К.Уо                   | 4:09         |
| 6.  | «Пять мальчиков»                            | народные            | -                      | 0:12         |
| 7.  | «Белый свет»                                | М. Танич/И. Шаферан | О.Фельцман             | 3:07         |
| 8.  | «Маленький принц возвращался домой»         | Е.Летов             | Е.Летов                | 5:00         |
| 9.  | «Нюркина песня»                             | Я.Дягилева          | Я.Дягилева             | 3:54         |
| 10. | «Засиделся за костром»                      | Е.Летов             | Е.Летов                | 0:51         |
| 11. | «Про мальчика, невидимый трамвай и веточку» | К.Уо                | -                      | 1:54         |
| 12. | «Говна-пирога»                              | К.Уо                | К.Уо                   | 3:47         |
| 13. | «Сад»                                       | народные            | народная               | 4:19         |
| 14. | «Про Покупку»                               | народные            | -                      | 1:02         |
| 15. | «Ничего не вижу»                            | Л.Ошанин            | О.Фельцман             | 2:26         |
| 16. | «Как в мясной избушке помирала душа»        | Е.Летов             | Е.Летов                | 7:43         |
| 17. | «Хроника пикирующего бомбардировщика»       | -                   | А.Колкер               | 3:12         |

| №   | Название                                                    | Текст песни         | Музыка             | Длительность |
| --- | ----------------------------------------------------------- | ------------------- | ------------------ | ------------ |
| 18. | «Красноармеец, тракторист и кузнец»                         | народные            | народная           | 0:54         |
| 19. | «Только бы не пёрнуть теперь»                               | И.Жевтун            | И.Жевтун           | 4:52         |
| 20. | «Засиделся за костром (альтернативная версия)»              | Е.Летов             | Е.Летов            | 0:47         |
| 21. | «Маленький принц возвращался домой (альтернативная версия)» | Е.Летов             | Е.Летов            | 4:12         |
| 22. | «Повесть о настоящем человеке (альтернативная версия)»      | Б.Полевой           | К.Уо               | 1:18         |
| 23. | «На красном утёсе»                                          | китайская народная  | китайская народная | 1:24         |
| 24. | «Белый свет (альтернативная версия)»                        | М. Танич/И. Шаферан | О.Фельцман         | 3:11         |
| 25. | «Повесть о настоящем человеке (альтернативная версия №2)»   | Б.Полевой           | К.Уо               | 1:15         |
| 26. | «Туман (альтернативная версия)»                             | К.Рыжов             | А.Колкер           | 5:23         |

## Участники записи
- Егор Летов — вокал, гитары, металлофон, ударные, бас, подпевки
- Янка Дягилева — вокал, акустическая гитара, металлофон (7, 15, 16)
- Константин Рябинов — вокал, гитары, бас, смычок, кольцо, металлофон (10)
- Анна Волкова — вокал (9, 13)
- Игорь Жевтун — акустическая гитара, синтезатор «Соловушка» (7)
- Сергей Зеленский — бас (15), тарелки, колокольчик, металлофон, электрогитара
- Дмитрий Селиванов — вокал и акустическая гитара (3)
- Аркадий Климкин — ударные (8)
- Евгений Лищенко — бонги (3)
  - Записано в ГрОб-студии Егором Летовым 18—28 декабря 1989 года, кроме
  - 3, 23 — записано в марте 1987 дома у братьев Лищенко
  - 11, 12 — записано 28.03.1990 в ГрОб-студии
  - 14 — записано 16.11.1989 в ГрОб-студии
  - 19 — записано 26.05.1990 в ГрОб-студии
  - 20 — записано в июне 1990 в ГрОб-студии
  - Сведение: 03.01.1990, 04.01.1990 и 05.04.1990 в ГрОб-студии
  - Пересведение и реставрация: февраль 2005, ГрОб-студия — Егор Летов и Наталья Чумакова
  - Мастеринг: Наталья Чумакова
  - Ремастеринг для LP: Наталья Чумакова, апрель 2011
  - Внешняя сторона обложки: коллаж Е. Летова — «Хроника пикирующего бомбардировщика», 1990
  - Обратная сторона: работа И. Жевтуна, Е. Летова, С. Зеленского и Я. Дягилевой, 1989
  - Фото на развороте и «inlay»: С. Летов.
- Оформление: Е. Летов